# COLOR VARiATiON
「COLOR VARiATiON」（カラー・バリエーション）は、古川雄大のファースト・フルアルバム。2009年10月28日にジェネオン・ユニバーサル・エンターテイメントから発売された。仕様は初回盤と通常盤2形態に同時発売。

## 概要
CDデビューから1年間で、ヒット曲「SUNDAY」・「“I”」とのカップリング曲「Unnoticed Love」・「日日草」を完全収録して、その他の曲は新曲録音している。
多数曲とも自らが作詞・作曲を手掛けている。

### CDタイプ
全てディスクジャケット各仕様は異なる。
- 初回生産限定盤･･･3990円（MJCD-20171）
  - 「All Day Long」・「Starting Days」・「SUNDAY」・「“I”」のビデオクリップや「All Day Long」メイキング映像収録のDVD付き。
  - 「All Day Long -acoustic version」のみ収録。
- 通常盤･･･3150円（MJCD-20172）
  - ジャケット型ステッカー封入。
  - 「Unnoticed Love -acoustic version」のみ収録。

## 収録曲
1. All Day Long -acoustic version [1:35]
作詞・作曲：古川雄大、編曲：大山徹也
（初回盤のみ収録）
2. All Day Long [4:12]
作詞・作曲：古川雄大、編曲：大山徹也
3. hERO [4:39]
作詞：古川雄大、作曲・編曲：宮崎誠
4. end roll [4:40]
作詞・作曲：古川雄大、編曲：大山徹也
5. “I” [4:39]
作詞・作曲：古川雄大、編曲：大山徹也
6. 花 [5:50]
作詞・作曲：古川雄大、編曲：舟山周・大山徹也
7. Vow [4:46]
作詞・作曲：古川雄大、編曲：大山徹也
8. やさしさを [6:13]
作詞・作曲：古川雄大、編曲：大山徹也
9. SUNDAY [4:42]
作詞・作曲：古川雄大、編曲：大山徹也
10. Song for [4:39]
作詞：古川雄大、作曲・編曲：宮崎誠
11. Unnoticed Love [5:35]
作詞・作曲：古川雄大、編曲：大山徹也
12. rainbow [4:16]
作詞・作曲・編曲：宮崎誠
13. 日日草 [5:32]
作詞・作曲：古川雄大、編曲：大山徹也
14. Wonderful Days [4:05]
作詞・作曲：あきよしふみえ、編曲：大山徹也
15. Unnoticed Love -acoustic version [2:19]
作詞・作曲：古川雄大、編曲：大山徹也
（通常盤のみ収録）

### DVD（初回盤のみ）
1. 「Starting Days」Music Video
2. 「SUNDAY」Music Video
3. 「“I”」Music Video
4. 「All Day Long」Music Video
5. 「All Day Long」メイキング映像